# Itália nos Jogos Olímpicos de Verão de 1908
A Itália participou dos Jogos Olímpicos de Verão de 1908 em Londres, no Reino Unido. Conquistou duas medalhas de ouro, duas medalhas de prata e nenhuma de bronze, somando quatro no total. Ficou na nona posição no ranking geral.